# Still in My Heart
Still in My Heart är en låt med den amerikanska R&B-sångerskan Tracie Spencer, komponerad av Soulshock & Karlin för Spencers tredje studioalbum Tracie (1999). 
I låten saknar sångerskan sin partner som avlidit men försäkrar denne att han finns kvar i hennes hjärta. Midtempo-spåret gavs ut som skivans andra singel den 14 mars 2000. "Still in My Heart" misslyckades att matcha föregångarens framgångar men klättrade till en 36:e plats på USA:s R&B-lista. På Billboard Hot 100 tog sig låten till en 88:e plats vilket följaktligen gör den till en av Spencers lägst listpresterande singlar i karriären. 

## Musikvideo
I musikvideon för "Still in My Heart" beger sig sångerskan till en strand där hennes partner omkom tidigare. Med hjälp av klipp som återberättar en dag av olika glädjefyllda minnen förstår tittaren i slutet av videon att Spencers pojkvän drunknar när han ska surfa. 

## Format och innehållsförteckningar
- Amerikansk Maxi-singel

1. "Still In My Heart" (HQ2 Remix) - 8:54
2. "Still In My Heart" (HQ2 Remix - Edit) - 3:36
3. "Still In My Heart" (Album Version) - 4:16
4. "Still In My Heart" (HQ2 Remix - A Capella) -	5:56
5. "Still In My Heart" (HQ2 Remix - Instrumental) - 8:59
6. "If U Wanna Get Down" - 4:17

## Listor
| Lista (2000)                                | Topposition |
| ------------------------------------------- | ----------- |
| Amerikanska Billboard Hot R&B/Hip-Hop Songs | 36          |
| Amerikanska Billboard Hot Dance Club Play   | 39          |
| Amerikanska Billboard Hot 100               | 88          |